# Poema simfònic

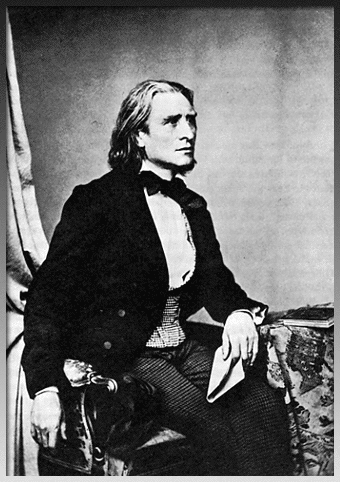
Franz Liszt va ser el primer autor per usar el terme per anomenar una composició, el 1854, per a referir-se a l'obra Tasso composta cinc anys abans.

Un poema simfònic és una composició orquestral que posa música a un text de caràcter poètic o literari, la finalitat de la qual és moure sentiments i despertar sensacions. A diferència de les simfonies o concerts (que tenen estructura de forma sonata), el poema simfònic és d'estructura lliure o segueix l'estructura del text en què s'ha inspirat. Generalment consta d'un sol moviment i està escrit per a orquestra.
Els poemes simfònics van aparèixer cap al romanticisme per intentar fer front a la sensació de les simfonies i es van desenvolupar molt també durant el post-romanticisme. El seu declivi coincideix amb el segle XX.

## Antecedents
Tot i que molts poemes simfònics poden comparar-se en mida i escala amb els moviments simfònics (o fins i tot arribar a la durada d'una simfonia sencera), són diferents dels moviments simfònics clàssics tradicionals, ja que la seva música pretén inspirar els oients a imaginar o considerar escenes, imatges, idees o estats d'ànim específics, i no (necessàriament) a centrar-se en seguir patrons tradicionals de forma musical com la forma sonata. Aquesta intenció d'inspirar els oients va ser una conseqüència directa del Romanticisme, que fomentava les associacions literàries, pictòriques i dramàtiques en la música. Segons el musicòleg Hugh Macdonald, el poema simfònic complia tres objectius estètics del segle xix: relacionava la música amb fonts externes; sovint combinava o comprimia múltiples moviments en una sola secció principal; i elevava la música programàtica instrumental a un nivell estètic que es podia considerar equivalent o superior a l'òpera. El poema simfònic va seguir sent una forma de composició popular des de la dècada de 1840 fins a la dècada del 1920, quan els compositors van començar a abandonar el gènere.
Es creu que els poemes simfònics estableixen un pont entre diferents modes d'expressió. S'ha investigat molt sobre la relació semiòtica entre els poemes simfònics i la seva inspiració extramusical, com ara l'art, la literatura i la natura. Els compositors van utilitzar molts gestos musicals diferents per evocar un concepte no musical. Alguns gestos musicals semblen ser representacions literals dels seus homòlegs no musicals. Per exemple, Serguei Rakhmàninov utilitza un compàs desigual de 5/8 a L'illa dels morts per suggerir el balanceig d'una barca. A Mort i transfiguració de Richard Strauss, el compositor utilitza l'orquestra per imitar el so d'un batec cardíac irregular i una respiració dificultosa. Altres gestos musicals capturen l'essència del tema a un nivell més abstracte. Per exemple, a Hamlet de Franz Liszt, Liszt retrata la complexa relació entre Hamlet i Ofèlia juxtaposant un motiu ombrívol que és harmònicament inconcloent (Hamlet) contra un motiu tranquil i harmònicament concloent (Ofèlia), i desenvolupant la música a partir d'aquests principis. A Mort i transfiguració, una melodia alegre en tonalitat major evoca la infància.
Algunes obres per a piano i de cambra, com ara el sextet de corda La nit transfigurada d’Arnold Schönberg, tenen similituds amb els poemes simfònics en la seva intenció i efecte generals. Tanmateix, el terme poema simfònic s'accepta generalment per referir-se a obres orquestrals. Un poema simfònic pot ser independent (com ho són els de Richard Strauss), o pot formar part d'una sèrie combinada en una suite o cicle simfònic. Per exemple, El cigne de Tuonela (1895) és un poema simfònic de la Suite Lemminkäinen de Jean Sibelius, i La meva pàtria (El Moldau) de Bedřich Smetana forma part del cicle de sis obres La meva pàtria.
Tot i que els termes poema simfònic i poema sinfònic s'han utilitzat sovint indistintament, alguns compositors com Richard Strauss i Jean Sibelius han preferit aquest últim terme per a les seves obres.
El primer ús del terme alemany Tondichtung (poema simfònic) sembla que va ser per Carl Loewe, aplicat no a una obra orquestral sinó a la seva peça per a piano sol, Mazeppa, Op. 27 (1828), basada en el poema del mateix nom de Lord Byron, i escrita dotze anys abans que Liszt tractés el mateix tema orquestralment.
El musicòleg Mark Bonds suggereix que, en el segon quart del segle xix, el futur del gènere simfònic semblava incert. Mentre que molts compositors van continuar escrivint simfonies durant les dècades de 1820 i 1830, «hi havia una sensació creixent que aquestes obres eren estèticament molt inferiors a les de Beethoven... La veritable qüestió no era tant si encara es podien escriure simfonies, sinó si el gènere podia continuar florint i creixent». Felix Mendelssohn, Robert Schumann i Niels Gade van aconseguir èxits amb les seves simfonies, posant almenys una fi temporal al debat sobre si el gènere estava mort. No obstant això, els compositors van començar a explorar la forma més compacta de l’obertura de concert «...com a vehicle dins del qual barrejar idees musicals, narratives i pictòriques». Alguns exemples van ser les obertures de Mendelssohn Somni d'una nit d'estiu (1826) i Les Hèbrides (1830).
Entre 1845 i 1847, el compositor belga César Franck va escriure una peça orquestral basada en el poema de Victor Hugo Ce qu'on entend sur la montagne. L'obra presenta característiques d'un poema simfònic, i alguns musicòlegs, com Norman Demuth i Julien Tiersot, la consideren la primera del seu gènere, precedint les composicions de Liszt. Tanmateix, Franck no va publicar ni interpretar la seva peça; tampoc es va proposar definir el gènere. La determinació de Liszt d'explorar i promoure el poema simfònic li va valer el reconeixement com a inventor del gènere. La idea del poema simfònic va ser un nou concepte musical per a Listz. Volia una nova manera d'involucrar el públic. El poema simfònic inventat per Liszt tenia el tema principal escoltat al principi de la peça, que després es desenvolupava mitjançant la transformació temàtica, sense deixar mai enrere la coherència musical.

## Liszt

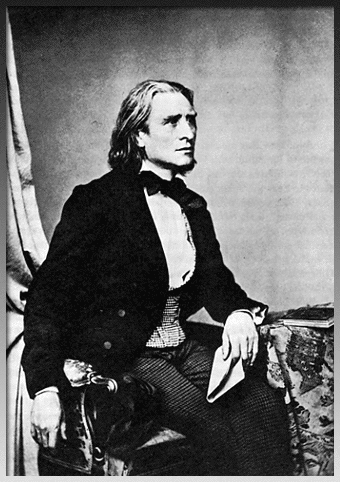
Franz Liszt el 1858

El compositor hongarès Franz Liszt desitjava ampliar les obres d'un sol moviment més enllà de la forma d'obertura de concert. La música de les obertures ha d'inspirar els oients a imaginar escenes, imatges o estats d'ànim; Liszt pretenia combinar aquestes qualitats programàtiques amb una escala i complexitat musical normalment reservades per al moviment inicial de les simfonies clàssiques. El moviment inicial, amb la seva interacció de temes contrastats sota la forma sonata, normalment es considerava la part més important de la simfonia. Per aconseguir els seus objectius, Liszt necessitava un mètode més flexible per desenvolupar temes musicals que el que permetria la forma sonata, però que preservés la unitat general d'una composició musical.
Liszt va trobar el seu mètode a través de dues pràctiques compositives, que va utilitzar en els seus poemes simfònics. La primera pràctica va ser la forma cíclica, un procediment establert per Beethoven en què certs moviments no només estan vinculats sinó que realment reflecteixen el contingut dels altres. Liszt va portar la pràctica de Beethoven un pas més enllà, combinant moviments separats en una estructura cíclica d'un sol moviment. Moltes de les obres madures de Liszt segueixen aquest patró, del qual Les préludes n'és un dels exemples més coneguts. La segona pràctica va ser la transformació temàtica, un tipus de variació en què es canvia un tema, no en un tema relacionat o subsidiari, sinó en alguna cosa nova, separada i independent. Com va escriure el musicòleg Hugh Macdonald sobre les obres de Liszt en aquest gènere, la intenció era mostrar la lògica tradicional del pensament simfònic; és a dir, mostrar una complexitat comparable en la interacció dels temes musicals i el paisatge tonal a la de la simfonia romàntica.
La transformació temàtica, com la forma cíclica, no era res de nou en si mateixa. Havia estat utilitzada anteriorment per Mozart i Haydn. En el moviment final de la seva Novena Simfonia, Beethoven havia transformat el tema de l'Oda a l'alegria en una marxa turca. Weber i Berlioz també havien transformat temes, i Schubert va utilitzar la transformació temàtica per unir els moviments de la seva Wanderer-Fantasie, una obra que va tenir una gran influència en Liszt. Tanmateix, Liszt va perfeccionar la creació d'estructures formals significativament més llargues únicament mitjançant la transformació temàtica, no només en els poemes simfònics sinó també en altres obres com el seu Segon Concert per a piano i la seva Sonata per a piano en si menor. De fet, quan una obra s'havia d'escurçar, Liszt tendia a tallar seccions de desenvolupament musical convencional i preservar seccions de transformació temàtica.

## Compositors destacats
- Hector Berlioz: precursor del gènere les seves dues simfonies programàtiques: La Simfonia Fantàstica i Harold en Italie
- Claude Debussy amb La mer.
- César Franck
- Franz Liszt
- Camille Saint-Saëns
- Jean Sibelius: Kullervo.
- Richard Strauss: Així parlà Zaratustra (1896), Una vida d'heroi, Don Juan (1889), Les aventures de Till Eulenspiegel (1895).
- Enric Morera: Introducció a l'Atlàntida (1893)
- Juli Garreta: Pastoral (1922)
- Felip Pedrell: I Trionfi (1880), Excelsior (1880)
- Ígor Stravinski
- Bedřich Smetana: Má vlast ("La meva pàtria").